# زمهرير
الزمهرير هو القمر بلهجة طيئ والبرد الشديد بلهجة الحجاز(يقال زمهر أو إزمهر اليوم، إذا اشتد برده)، وهو مكان شديد البرودة في قاع الجحيم وفق بعض المصادر الإسلامية، حيث استدل أهل التفسير بآيات قرآنية وأحاديث وروايات تُفيد بأن العذاب في نار جهنم أنواع وألوان وأشكال مختلفة ومتفاوتة. يتميز الزمهرير بأنه شديد البرودة، مع العواصف الثلجية والجليد والثلوج والصقيع. ذُكر المصطلح مرة واحدة في القران في سورة الإنسان 76:13، حيث ذُكر أن الناس في الجنة لن يروا الشمس (التي هي مصدر الحر) ولا برد القمر الذي لا يطاق. يدافع بعض المفسرين الإسلاميين عن فكرة أن هذا المصطلح يشير إلى مكان في جهنم أو في القبر (البرزخ).[بحاجة لمصدر] وفقًا لحديث (البخاري وصحيح مسلم)، يسمح الله لجهنم بأخذ نفسين في السنة - واحدة في الصيف وواحدة في الشتاء - لإطلاق درجات حرارة الجحيم الشديدة على الأرض. وبحسب ابن أبي الدنيا فإن المذنبين عندما يستغيثون بحراس جهنم ليخرجوا من النار فإنهم يهربون إلى الزمهرير ثم يستغيثون بالعودة إلى النار لأنه شديدة البرودة، وقد روي بأن الزمهرير حفرة تتناثر وتتحطم فيها عظام المعذبين.